# Markus Schiegl
Markus Schiegl (* 7. Juni 1975 in Kufstein) ist ein ehemaliger österreichischer Rennrodler.

## Werdegang
Im Alter von fünf Jahren begann er seine Karriere als Rennrodler, zuerst im Einsitzer und in der Naturbahn und ab 1985 dann in der Kunstbahn, ab 1989 fuhr er zusammen mit seinem Cousin Tobias Schiegl im Doppelsitzer auf der Kunstbahn. 1993 machte Markus Schiegl die Matura. Im gleichen Jahr begann er mit seinem Cousin mit dem Start im Rennrodel-Weltcup.
Bereits in ihrer ersten Saison 1993/94 erreichten sie gemeinsam den zweiten Platz in der Weltcup-Gesamtwertung der Doppelsitzer. Bei den Olympischen Winterspielen 1994 in Lillehammer landeten beide auf dem 10. Platz der Doppelsitzer-Wertung. Im gleichen Jahr erreichten sie bei der Rennrodel-Europameisterschaft am Königssee die Bronzemedaille. Bei den Rennrodel-Weltmeisterschaften 1995 in Lillehammer gewannen beide die Bronzemedaille mit der Mannschaft. Bei den Weltmeisterschaften im darauffolgenden Jahr gewannen beide im Doppelsitzer erstmals den Weltmeistertitel. Zudem gewannen sie auch Gold im Teamwettbewerb. In der Saison 1996/97 erreichte das Duo den dritten Platz in der Weltcup-Gesamtwertung. Bei den folgenden Rennrodel-Weltmeisterschaften 1997 in Igls gewannen beide erneut im Doppel sowie im Teamwettbewerb die Goldmedaille. Bei den Olympischen Winterspielen 1998 in Nagano verpasste Schiegl mit seinem Cousin mit einem vierten Platz nur knapp die Medaillenränge.
Bei den im folgenden Jahr stattfindenden Rennrodel-Weltmeisterschaften 1999 am Königssee mussten sich beide den deutschen Patric Leitner und Alexander Resch geschlagen geben und gewannen hinter diesen die Silbermedaille. Im Teamwettbewerb gewannen sie jedoch erneut Gold. Bei den Rennrodel-Europameisterschaften 2000 in Winterberg kamen die Schiegls erneut nicht über die Bronzemedaille hinaus. Auch bei den Rennrodel-Weltmeisterschaften 2001 in Calgary mussten sie sich erstmals seit 1995 mit Doppelsitzer-Bronze zufriedengeben.
Bei den Olympischen Winterspielen 2002 in Salt Lake City erreichte das Duo im Doppelsitzer den sechsten Platz. Bei der im gleichen Jahr stattfindenden Rennrodel-Europameisterschaft in Altenberg gewannen beide erneut Bronze. Ein Jahr später bei den Weltmeisterschaften in Sigulda reichte es hinter ihren Landsleuten Andreas Linger und Wolfgang Linger zu Silber. Die Weltcup-Saison 2003/04 beendeten beide auf dem sechsten Platz der Weltcup-Gesamtwertung. Bei den Rennrodel-Weltmeisterschaften 2004 in Nagano verpassten beide mit dem 4. Platz die Medaillenränge. Auch die österreichische Mannschaft kam im Teamwettbewerb nicht über den vierten Platz hinaus. Den vierten Platz erreichte das Duo ebenfalls bei den Rennrodel-Europameisterschaften 2004 in Oberhof. In der folgenden Saison starteten beide erstmals neben dem Weltcup auch im Rennrodel-Challenge-Cup. Dort erreichten sie in der Gesamtwertung der Saison 2004/05 den sechsten Platz. Im Weltcup standen beide auf dem fünften Platz der Gesamtwertung.
Zu den Olympischen Winterspielen 2006 in Turin konnte sich das Duo noch einmal steigern, verpasste aber wie bereits 1998 mit dem vierten Platz die Medaillenränge nur denkbar knapp. Im folgenden Jahr gelang beiden der Gewinn der Silbermedaille bei den Rennrodel-Weltmeisterschaften. 2008 reichte es nur zu Bronze. In der Challenge-Cup-Saison 2008/09 erreichten beide den dritten Platz der Gesamtwertung. Im Weltcup reichte es nur zu Platz sieben.
Bei ihren letzten Olympischen Winterspielen 2010 in Vancouver erreichte das Duo noch einmal den achten Platz. Kurz nach den Spielen gewannen beide noch einmal Bronze bei den Rennrodel-Europameisterschaften 2010 in Sigulda. Im Oktober 2010 beendete Schiegl gemeinsam mit seinem Cousin seine aktive Rennrodlerkarriere.
Markus Schiegl gewann gemeinsam mit seinem Cousin insgesamt 14 mal den österreichischen Staatsmeistertitel. Schiegl ist von Beruf Polizeibeamter. Er lebt heute in Langkampfen.

## Erfolge

### Weltcupsiege
| Nr. | Datum         | Ort            | Bahn                                 |
| --- | ------------- | -------------- | ------------------------------------ |
| 1.  | 30. Jan. 1994 | Altenberg      | Rennschlitten- und Bobbahn Altenberg |
| 2.  | 28. Jan. 1998 | Altenberg      | Rennschlitten- und Bobbahn Altenberg |
| 6.  | 13. Dez. 2001 | Innsbruck-Igls | Olympia Eiskanal Igls                |
| 6.  | 26. Jan. 2003 | Innsbruck-Igls | Kunsteisbahn Bob-Rodel Igls          |
| 5.  | 21. Jan. 2007 | Altenberg      | Rennschlitten- und Bobbahn Altenberg |

| Nr. | Datum        | Ort        | Bahn               |
| --- | ------------ | ---------- | ------------------ |
| 1.  | 9. Dez. 2007 | Winterberg | Bobbahn Winterberg |